# Auguste Beernaert
Auguste Marie François Beernaert, född 26 juli 1829 i Oostende, död 6 oktober 1912 i Luzern, var en belgisk politiker som var landets premiärminister 1884–1894. År 1909 erhöll han Nobels fredspris.
Beernaert blev 1859 advokat vid kassationsdomstolen i Bryssel och fick rykte genom att vara en utmärkt talare, även på flamländska språket. Han var medlem av representanthuset för Thielt och blev där välkänd. Till allmän överraskning, eftersom han hade förut hade räknats som liberal, fick han 1873 posten som arbetsminister i Jules Malous klerikala kabinett. När detta 1878 fick avgå, återgick Beernaert till sin advokatverksamhet, men intog inom deputeradekammaren ledarplats bland oppositionen mot den liberala ministären under Walthère Frère-Orban. Då klerikalerna 1884 åter vunnit regeringsmakten, ingick Beernaert i juni detta år som minister för jordbruk, näringar och konst i Malous nya kabinett, och efter Malous avgång blev Beernaert i oktober samma år premiärminister (konseljpresident) och finansminister. På denna post höll han sig kvar i tio år, och visade sig under denna period vara en framstående finansman och skicklig parlamentarisk taktiker, under sina häftiga strider med de liberala och socialisterna, som 1889 till och med beskyllde honom för att ha iscensatt arbetaroroligheterna i Hainaut. I februari 1894, då hans förslag till proportionerliga val förkastades med stor majoritet, avgick han som premiärminister. 1895-1900 var han president i representantkammaren och han var 1899 en av de mest aktiva deltagarna i Haagkonferensen som ledde fram till Haagkonventionerna. 1900 drog han sig undan från det offentliga livet.
Han var senare ledamot av Permanenta skiljedomstolen, som inrättades genom Haagkonventionerna, och det var för sina fredsinsatser via skiljedomstolsverksamheten som han 1909 tilldelades Nobels fredspris delat med Paul Henri d'Estournelles de Constant.